# Helmut Hahn (Mediziner)

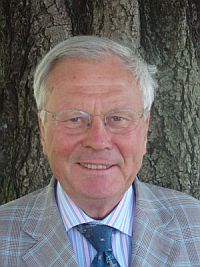
Helmut Hahn, 2008

Helmut Hahn (* 2. März 1937 in Köln) ist ein deutscher Mediziner und Mikrobiologe. Er war Lehrstuhlinhaber in Berlin, von 2000 bis 2014 Vorsitzender der Berliner Medizinischen Gesellschaft und ist amtierender Vorstandsvorsitzender des Koch-Metschnikow-Forums.

## Leben
Hahn war Wissenschaftlicher Rat und Professor an der Ruhr-Universität Bochum. Von 1977 bis zu seiner Emeritierung 2005 war er ordentlicher Professor für Medizin an der Freien Universität Berlin, wo er das Institut für Medizinische Mikrobiologie und Infektionsimmunologie leitete. Er ist Gründungsherausgeber des Lehrbuchs Medizinische Mikrobiologie und Infektiologie.
Nach seiner Emeritierung hat er im Jahr 2006 das Koch-Metschnikow-Forum gegründet und widmet sich seither der Intensivierung der deutsch-russischen Zusammenarbeit im Gesundheitswesen.

## Ehrungen
- 2012: Ferdinand Cohn-Medaille der Deutschen Gesellschaft für Hygiene und Mikrobiologie[1]
- 2014:  Aufnahme als auswärtiges Mitglied in die Russische Akademie der Wissenschaften (Abteilung Medizinische Wissenschaften)[2]
- 2022: Orden der Freundschaft (abgelehnt)

## Veröffentlichungen
- mit G. Schmidt: Staphylokokken-Infektionen : Workshop Berlin, Charité, 10. November 1990. Gräfelfing, Berlin 1991
- mit Klaus Miksits: Medizinische Mikrobiologie. Springer, Berlin 1991
- mit Klaus Miksits: Klinisch-mikrobiologisches Management. Springer, Berlin 1991
- Medizinische Mikrobiologie und Infektiologie. Springer, Berlin 1992 (1. Auflage); Sechs Auflagen bis 2009
- mit Klaus Miksits: Leitfaden der medizinischen Mikrobiologie und Infektiologie. Springer, Berlin 1992 (2. Auflage)
- mit Klaus Miksits: Basiswissen medizinische Mikrobiologie und Infektiologie. Springer, Berlin 1999 (2. Auflage)
- Lightfaden Infektionstherapie. Urban & Fischer, Berlin 2000
- mit Timo Ulrichs: Das Koch-Metschnikow-Forum: Mittler im Gesundheitswesen zwischen Deutschland und Russland. In: Andreas D. Ebert, Ingrid Kästner, Michael Schippan (Hrsg.): Deutsch-russische Beziehungen in der Frauenheilkunde & Geburtshilfe – Geschichte, Gegenwart und Perspektive. Beiträge des Symposiums der Deutsch-Russischen Gesellschaft für Gynäkologie und Geburtshilfe (DRGGG) mit der Akademie gemeinnütziger Wissenschaften zu Erfurt am 31.10.2018 in Berlin im Rahmen des 62. Kongresses der Deutschen Gesellschaft für Gynäkologie und Geburtshilfe (DGGG). Düren 2020 (= Europäische Wissenschaftsbeziehungen [= Horst-Rudolf-Abe-Studien für Wissenschaftsgeschichte.] Supplement 3), S. 193–206.